# Liste der Naturdenkmale in Hunzel
Die Liste der Naturdenkmale in Hunzel nennt die im Gemeindegebiet von Hunzel ausgewiesenen Naturdenkmale (Stand 20. Mai 2024).

## Ehemalige Naturdenkmale
| Nr. | Bezeichnung | Lage                                       | Beschreibung                                 | Bild                                    |
| --- | ----------- | ------------------------------------------ | -------------------------------------------- | --------------------------------------- |
|     | Rotbuche    | nordöstlich des Ortes im Gemeindewald Lage | Fagus sylvatica; Rechtsverordnung aufgehoben | Direkt Bild zu diesem Denkmal hochladen |